# فولر (نيويورك)
فولر (بالإنجليزية: Fowler, New York)‏ هي بلدة أمريكية تقع في الولايات المتحدة في مقاطعة سانت لورنس، نيويورك. يقدر عدد سكانها بـ 2,202 نسمة ومساحتها 157.2 كم2 وترتفع عن سطح البحر 181 متر.